# Prix Klein
Pour les articles homonymes, voir Klein.
Le Prix Klein (Klein Award) est un prix concernant les comics, portant le nom de Lawrence Klein, fondateur du Museum of Comic and Cartoon Art. Il est remis chaque année lors du MoCCA Art Festival à New York, à un artiste dont les travaux contribuent notablement à l'art du dessin. À l'origine appelé MoCCA Art Festival Award, son nom est modifié en 2009 en l'honneur du fondateur du MoCCA Lawrence Klein.
En 2013, sous l'égide de la Society of Illustrators (en), le Prix Klein est remplacé par le MoCCA Arts Festival Awards of Excellence, afin de récompenser le travail le plus notable vu lors du festival.

## Lauréats
- 2002: Jules Feiffer
- 2003: Art Spiegelman
- 2004: Roz Chast
- 2005: Neal Adams
- 2006: Gahan Wilson
- 2007: Alison Bechdel
- 2008: Bill Plympton
- 2009: Jerry Robinson
- 2010: David Mazzucchelli
- 2011: Al Jaffee
- 2012: Gary Panter